# Ochropleura divisa
Ochropleura divisa là một loài bướm đêm trong họ Noctuidae.